# 小幡氏
小幡氏（おばたし）は、日本の氏族。

## 各地の小幡氏
以下のように出自・系譜の異なる流れがいくつか存在する。
- 上州小幡氏 - 上野国甘楽郡小幡を領した一族。秩父氏の後裔。
- 安芸小幡氏 - 上州小幡氏の一族。南北朝期までに安芸国佐西郡石道に移住し、大内家臣となった。
- 甲州小幡氏 - 甲斐武田氏に仕えた一族。勝間田氏（葛俣氏）の出身。
- 常陸国の小幡氏 - 小田氏または常陸大掾氏の一族。小幡城主。
- 下野国の小幡氏 - 乙畑氏。塩谷氏一族。乙畑城主。

## 上州小幡氏
平安時代の末期、武蔵七党の児玉党一族で、桓武平氏良文流。秩父行高の子・行頼が郡司として上野国甘楽郡小幡を領し、小幡氏を称したのに始まるとされる。
鎌倉時代は御家人として現れず動向は不明。何流かに分かれ、発祥地に拠った上州小幡氏のほか、承久の乱後に分家した安芸小幡氏がある。

### 上野国の小幡氏
家紋は「軍配に七五三笹」。
発祥地・上野に拠った上州小幡氏の系統は早くに二つに分かれたとみられ、小幡右衛門尉と三河守をそれぞれ名乗っている。前者は小幡氏行を祖とし、のち宗家として国峰城を支配した。後者は系図上では小幡次郎重高（行頼の弟）を祖に持つといい、鷲鼻城を本願地とした。ただし戦国期には両家は独自に行動しており、宗家・分家としてのまとまりは無い。
上州小幡氏は室町期に山内上杉氏の被官となっていたとみられるが、上杉憲政が後北条氏に追われて上野を失った際、三河守系は憲政に従い越後に逃れた。三河守系が山内上杉氏に仕えて北武蔵方面に勢力を持っていたため後北条氏に追われることになったとする説もある。その後、小幡三河守は長尾景虎の上杉氏継承に参列するなど上杉方であったが、三河守信尚はのちに武田氏に属することになった。
一方で国峰城の小幡憲重については、後北条方に離反したと考えられてきたが、近年になって程なく後北条氏から武田氏に鞍替えしていたことが判明している。その結果、山内上杉氏の没落と後北条氏の進出後に憲重は武田氏の家臣でありながら後北条氏からも一部所領の安堵を受けると言う関係になった。武田氏帰属の事実は憲重の嫡男は元服後に武田晴信（信玄）の一字から「信実（信貞）」と名乗っている事からも裏付けられる。しかし憲重の行動に対して憲政退去後も後北条方につかず抵抗していた箕輪城主長野業正は、小幡一族の小幡景純（あるいは憲重の弟・景定）とその養子・次郎信之を後押しし、憲重の草津温泉滞在中に反乱を起こさせ国峰城を占拠させた、小幡領を上杉方の勢力下に戻してしまった。このため憲重と嫡男・信貞は武田信玄を頼り甲斐に亡命した。信玄はこの亡命を利用し国峰城へ侵攻、景純を討死にさせ、小幡氏は武田氏の西上州侵攻の先鋒となっていく。
その後、武田氏が箕輪城を落城させると小幡氏は武田家臣として西上野衆を率いる立場となり、小幡の赤備え軍団として三増峠の戦い・三方ヶ原の戦い・長篠の戦いなどに参戦、武田騎馬隊の主力として活躍した。しかし武田家滅亡に伴い、小幡信貞は織田信長配下の森長可に降状する。そして本能寺の変後は後北条氏に属すが、天正18年（1590年）小田原征伐に伴って国峰城も落城した。小田原に篭城していた信貞は旧友の真田昌幸を頼り信濃に亡命、52歳で病死する。徳川家康関東入部後、その配下の奥平信昌が小幡を領することになり、上州小幡氏は本領を失うことになった。
宗家・信貞には実子が無く、一族から数人養子をとっていた。そのうち跡を継いだのは直之（信貞弟・信秀の子）で、江戸幕府に仕えて旗本となった。また同じく信貞養子で直之の実弟である有宗・氏吉兄弟は、氏行が真田信之に仕えて松代藩の重臣となり、氏吉は紀伊和歌山藩に仕官した。松代小幡氏は幕末まで存続し明治期に東京へ転出した。しかし紀州小幡氏は幕末には藩記録に見えず消息不明となった。
また、直之の三男・直寛は、分家して御家人として一家を創てたが、直利の時に甲府勤番を命ぜられた。甲府小幡氏の菩提寺は日蓮宗 仏国寺である。
彦三郎信氏（信定）、七郎兵衛、囚獄の3兄弟は加賀藩家臣となった。特に彦三郎・七郎兵衛はどちらかが信貞養子となり、小田原落城までは嫡男または当主であったともいわれる。彦三郎信氏系はその子・播磨守信昌のとき妻女刺殺事件を起こし改易、残り2家が前田家家臣として続いた。このうち囚獄系のさらに分家が越中富山藩分立の際に富山へ移住している。北海道の小幡氏は、明治期に加賀小幡氏（七郎兵衛系）嫡男の小幡順太郎系が越後を経由し北海道へ渡ったと推察されている。
一方、三河守系は武田氏ののち再び上杉氏に属したらしく、喜兵衛忠刻が上杉景勝の家臣として仕え、米沢藩士として幕末に至った。また三河守系の喜兵衛系の一門とみられる３家があり、その中の小幡四郎左衛門の家督を継いだのは小幡播磨守昌高（信貞弟）二男とされ上総介系になっている。

### 安芸小幡氏
中世安芸国の国人領主として小幡氏が文献に見られる。この小幡氏は上州小幡氏と同族で、上州小幡氏の一族が南北朝時代初期（文和年間）に安芸国佐西郡石道の地頭職を得て安芸国に移住してきたと推測されている。文献での初見は文和元年（1352年）11月の『足利義詮下文』、『沙弥某施行状写』で、「安芸国 兼武名（地名） 小幡右衛門尉跡」とされる。
時代が下ると、小幡右衛門尉の子孫と思われる小幡行延が、廿日市の洞雲寺との所領争いを起こすなど、国人領主として、地域での勢力拡大に腐心していたことがうかがえる。応永11年（1404年）、当時の安芸国守護であった山名氏へ対抗するため国人領主らが結んだ一揆契約『安芸国人一揆契状』にも小幡親行の名がある。
また、この地域に大きな影響力を持っていた厳島神主家からも独立した存在でもあったようで、大永3年（1523年）に友田興藤が起こした反乱の際には、大内氏側であった小幡興行が安芸武田氏から攻撃され、円明寺で一族8人ともども切腹させられている。大永7年（1527年）頃、大内家臣三井三郎二郎とともに、小幡四郎が城番として石道新城に入城して、この佐西郡石道の地域で復権を果たしたと思われる。天文12年（1543年）頃、小幡山城入道が石道を通る山陽道に、新たに関所を設けた記録が残っている。
また、天文20年（1551年）に陶隆房が謀叛を起こした（大寧寺の変）際、大内義隆に最期まで付き従った家臣の中に小幡四郎（小幡義実）の名もあり、石道新城に居た小幡山城守も、石見国津和野の吉見氏を頼って逃れる途中で自害したと伝えられている。大内義隆の自害とともに、その被官であった安芸小幡氏も断絶した。しかし、長州藩士として小幡氏の名前も散見され、生き残り、安芸国の毛利氏に仕えた一族がいたと思われる。
また、毛利元就の後室となった中の丸は萩藩閥閲録によると小幡氏の出身で、小幡某の娘であったとされる。

### その他
佐倉藩の小幡氏は堀田正俊のとき仕官した。この家は小幡信真の弟の子孫だとされ、上州小幡氏の一族らしい。ただし先祖の名もなく、系譜関係は不詳である。
豊前国中津の小幡氏は中津藩奥平氏の家臣である。奥平氏が小幡藩として甘楽にあったとき仕官した家で、甘楽小幡氏一門の小幡小次郎が先祖という。これも上州小幡氏の一族のようである。この系統から小幡篤次郎が出ている。
長野県南木曽町にも小幡氏がある。関ヶ原の戦いで家康軍が木曾谷を制圧した際、先発した武士のなかにみえる小幡氏の末裔ではないかとされ、かつ上州小幡氏の一族ではないかともいわれる。このような、戦地における子孫の土着は各地に存在する。＜例＞京都・浜松・津久井町・八王子・藤岡市など

## 甲州小幡氏
甲斐武田氏に仕えた一族。家紋は「五枚根笹」。
遠江国の国人・勝間田氏の出身。先祖の系譜関係は不詳、『寛政譜』では平良文流とする。上州小幡氏の同族とする系図もあるが、その伝承に疑わしい点が多く別系統と同族の2説がある。もとは遠江国勝間田にあったが、今川義忠によって勝間田氏が討伐され一族が離散したため、小畠日浄（盛次）のときに甲斐へ入り武田信虎に仕えた。このとき「小畠」姓とした。（今川家には小幡光重の一族、小畠久重がいた。）。『甲陽軍鑑』では、日浄が甲斐へ移ったのは明応9年（1500年）であり、足軽大将に任じられたとしている。また、『寛政譜』によれば、日浄は日蓮宗に帰依していたという。
日浄の子・小畠虎盛も遠江出身で、日浄とともに甲斐へ赴く。戦功から信虎の偏諱を受けて「虎」の一字を貰い、虎盛と名乗って「鬼虎」と称されたり、信虎・信玄より授かった感状36枚、身には41ヶ所にも及ぶ名誉ある傷を負っていたとする伝承がある。『甲陽軍鑑』によれば、虎盛は海津城（長野県長野市）の城代・春日虎綱の副将として海津城に配置されていたという。また、『甲陽軍鑑』によれば虎盛は臨終の際「よくみのほどをしれ」と9文字の遺言で子孫を戒めたという。
『寛永伝』によれば虎盛の子・小幡昌盛ときに信玄の命で「小畑」から「小幡」と改姓したという。『甲陽軍鑑』によれば、昌盛は虎盛と同様に海津城代に配置されたが、信玄の旗本であることを望み訴訟となるが、信玄の子息・勝頼と信玄の側近・土屋昌続の執り成しにより旗本として取り立てられたという。永禄末年の「武田信玄陣立書」では鉄砲衆として記載されており、実際に旗本であることが確認される。天正10年（1582年）3月の織田・徳川連合軍の武田領侵攻の際には病床にあり、『甲陽軍鑑』『甲斐国志』によれば黒駒（笛吹市御坂町）付近まで赴くが、3月6日に死去したという。
武田氏滅亡後、昌盛の長男・昌忠は旗本となったが2代で断絶した。次男・在直は徳川家臣・井伊直政に仕えた（彦根藩士）。三男・景憲については後述する。
日浄の子・光盛は昌盛が旗本になったため虎盛の遺領・同心を継承し、海津城に配置される。武田氏滅亡跡は織田信長に従属し、本能寺の変後に越後国の上杉景勝に従属する。子孫は米沢藩主となった上杉家に仕えている。光盛は春日虎綱・惣二郎が記した『甲陽軍鑑』に加筆を行い、後に光盛の甥である昌盛の三男・小幡景憲に引き渡したという。小幡景憲は昌忠と同様に同じく旗本となり、後に『甲陽軍鑑』を編纂し甲州流軍学の祖といわれる。

## 常陸国の小幡氏
常陸国にある小幡氏は、茨城郡小幡邑（現・東茨城郡茨城町小幡）から起こった一族である。居城は常陸小幡城。先祖に関しては、宇都宮氏の一族小田知重の三男・光重が鎌倉期に小幡城を築き小幡氏を名乗った宇都宮支流とする説、大掾詮幹の三男・義幹が応永24年（1417年）に小幡城を築城し小幡氏を名乗ったとする説の２つがある。のち後北条氏家臣だった小幡正俊が家康に仕え子孫が旗本となった（『寛政重修諸家譜』）。なお旗本の小幡氏は自身の祖を小幡光重とした上で、小田氏出身ではなく上州小幡氏と同じ甘楽郡小幡出身とするが、上州小幡氏には光重の名は無い。但し、この一族には真壁郡の地頭職で上州小幡氏の一族である小幡四郎左衛門尉（真壁小幡氏）の流れが入っている可能性が高い。正俊の家紋は直之系と似て「軍配団扇内七五三笹」である。
陸奥国にある小幡氏は、伊達郡東根上郷小幡村（現・福島県伊達市保原町小幡）から起こった一族である。宇都宮氏の一族で古くから伊達氏に仕えていたと思われる。留守氏の重臣に小幡為綱の名前があり、水沢・仙台藩の家臣に家名が残る。

## 下野国の小幡氏
下野国にある小幡氏は、塩谷郡乙畑村（現・栃木県矢板市乙畑）にある乙畑城を領した一族。乙畑氏ともいう。出自は不詳。『矢板市史』は喜連川塩谷氏（塩谷氏の分家）の一族が乙畑の地に入り名乗ったとみなす。また『那須記』・『堀江記』などには、喜連川塩谷氏系乙畑氏の前の城主として乙畑六郎兼房がいたといい、『那須記』は兼房の出自について小幡次郎重高を祖とするとしている。尚、塩谷氏系乙畑氏の子孫は代々小幡氏を称している。

## 小幡氏の分布
『上野国小幡氏の研究』の記述による。ただし上述の小幡一族の分布は除く。
東京都区部と大阪府市内を比べた結果、小幡姓は東日本に多いという。狭い地域に最も密集して小幡姓が分布するのは岡山市で、鳥取県八頭郡から来住したと伝える。分布集団としては、新潟県長岡市が最も多く、次いで同県南魚沼市のグループが続き、3番目に富山県滑川市・砺波市の集団がくる。続いて茨城県笠間市近在に分布する集団、千葉県富津市近郊の集団となっている。
南魚沼郡のグループには甲州小幡氏の虎昌末裔とする家もあるが、虎昌が越後に居た時期は短く疑わしい。（※信秀の子孫について、頸城に難を避け更に魚沼郡・古志郡に移転し散在する）とある。他にも甲州小幡氏の子孫と称する家は多く、山梨県に多いが兵庫県や鹿児島県にも存在する。一方、茨城県のグループには常陸の小幡氏の子孫の可能性があるという。
分布は少ないが、薩摩藩・仙台藩家臣のそれぞれ末裔と伝える小幡氏や、熊本県天草の小幡氏。大内氏旧臣という岩国小幡氏も存在する。愛知県松平郷出身とする家もある。また群馬県太田市にも小集団があるが、この小幡氏は新田氏一族および常陸の小幡氏と関係があると伝わっている。